# Alice Glass
Pour les articles homonymes, voir Glass.
Alice Glass (née Margaret Osborn le 23 août 1988) est une chanteuse canadienne, anciennement chanteuse et parolière des Crystal Castles. Elle a commencé sa carrière en solitaire en 2015.

## Biographie

### 1988–2014: Jeunesse et Crystal Castles
Alice Glass est née le 23 août 1988 à Toronto en Ontario. À l'âge de 14 ans, elle décide de changer son nom en Vicki Vale et fuit pour aller vivre dans un squat fréquenté par une communauté punk consommatrice de drogues. Elle joue alors dans un groupe punk uniquement féminin nommé Fetus Fatale. La semaine qui suivit son quinzième anniversaire, elle fit la rencontre d'Ethan Kath, ce dernier l'ayant vu jouer avec son groupe Fetus Fatale. Kath fut impressionné par sa performance, pensant qu'il avait enfin trouvé « l'ingrédient manquant » à sa musique. Il lui confia soixante pistes instrumentales sur lesquelles il souhaitait qu'elle mette du texte. Elle écrivit pour cinq d'entre elles. Quand ils vinrent au studio pour enregistrer ces pistes, l'ingénieur du son laissa secrètement ouvert le microphone et ils continuèrent d'enregistrer. Plus tard, ils présentèrent les cinq bandes plus ce qu'ils avaient enregistré sans le savoir sur un CD. Ces pistes inédites furent écoutées par le London Uk's Merok Records qui voulut les publier sur un EP intitulé Alice Practice,.

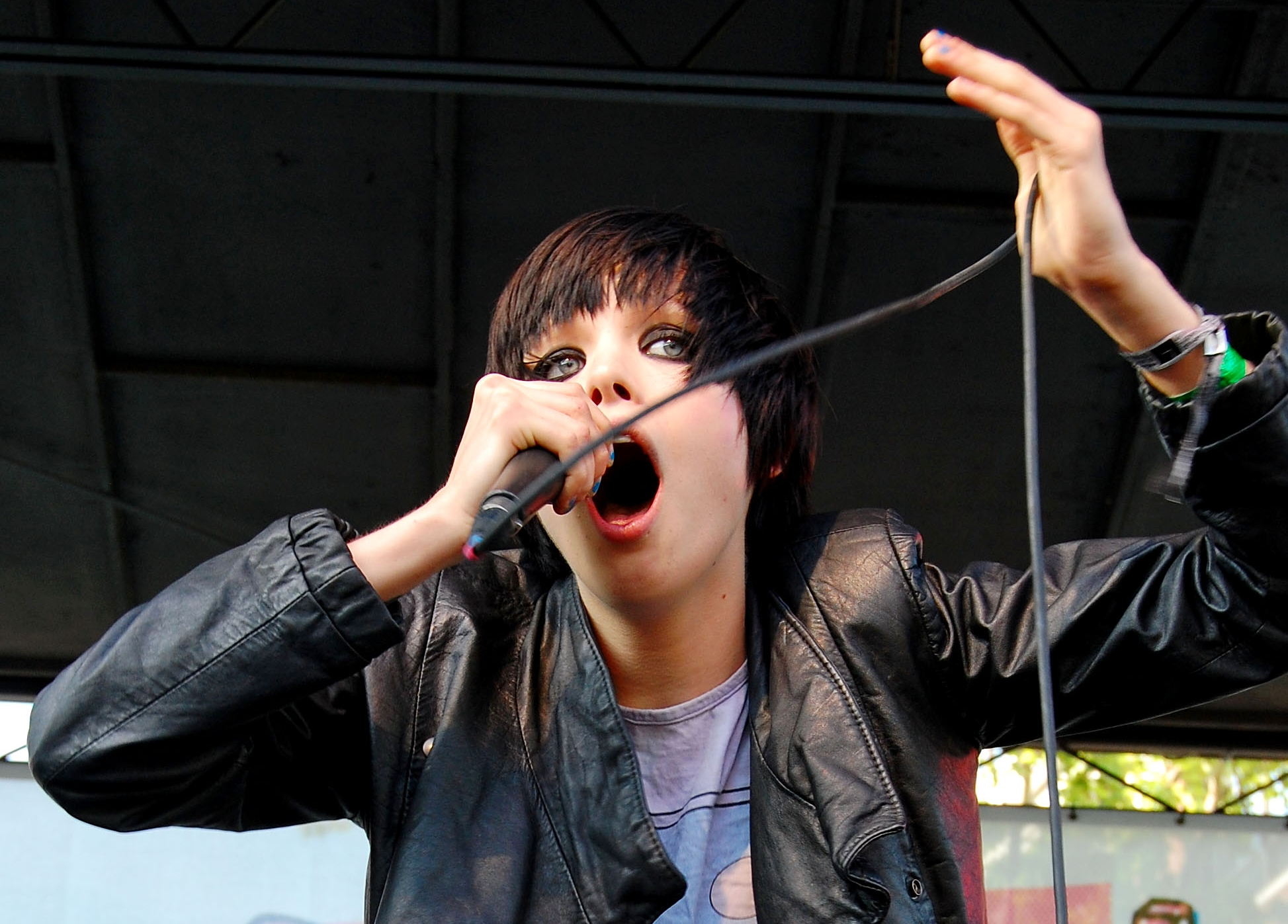
Alice Glass C

Un des concerts de Crystal Castles à Glastonbury fut arrêté au bout de 20 minutes car la sécurité n’apprécia guère qu'Alice tente de grimper sur des poutrelles métalliques. Le concert recommença après qu'Alice s'en fut pris à la sécurité et le groupe fit deux chansons. Puis le concert cessa de nouveau. Le public clama "We want more" ("nous en voulons plus") mais la sécurité refusa et les lumières de la salle s'allumèrent.
En mars 2008, Alice se cassa des côtes dans un accident de la route.
Le 18 janvier 2011, à Tokyo, Alice fut blessée à la cheville. Cette blessure l'obligea à continuer les concerts avec des béquilles. Les docteurs lui ordonnèrent d'annuler les concerts des 6 semaines suivantes pour qu'elle se repose mais elle continua la tournée, en chantant avec ses béquilles.
Le 12 mai 2011 au Fluxx à San Diego Californie, Alice fut aperçue complètement rétablie de sa blessure à la cheville.
Le 8 octobre 2014, Alice Glass annonce sur son compte Facebook qu'elle quitte le groupe pour des raisons personnelles et professionnelles : « I am leaving Crystal Castles. My art and my self-expression in any form has always been an attempt towards sincerity, honesty, and empathy for others. For a multitude of reasons both professional and personal I no longer feel that this is possible within CC. Although this is the end of the band, I hope my fans will embrace me as a solo artist in the same way they have embraced Crystal Castles ».

### 2015–2018:Alice Glasset reconstruction
Le 17 juillet 2015, Alice Glass dévoile une nouvelle chanson solo intitulée Stillbirth. Elle est accompagnée d'une lettre ouverte dévoilant une relation abusive qu'a subie la chanteuse pendant plusieurs années et encourageant ses fans à éviter ce genre de situation. Tous les bénéfices des ventes du single sont par ailleurs reversés à des associations caritatives luttant contre les violences domestiques et les abus sexuels.
En août 2017, Alice Glass sort un single, Without Love, ainsi que son premier EP, Alice Glass, la semaine suivante. Elle rejoint ensuite la tournée de Marilyn Manson, performant en tant qu'ouverture de ses concerts.
Le 25 octobre 2017, à la suite de l'affaire Harvey Weinstein et des paroles des femmes qui se libèrent concernant le harcèlement, elle décide de dénoncer publiquement les nombreux abus sexuels, physiques, et psychologiques qu'elle aurait subi de son ancien partenaire Ethan Kath.
En janvier 2018, Alice Glass lance "Forgiveness" en tant que second single pour son EP. Le même mois, elle sort Cease And Desist, un single qui ne figure pas sur son EP, qu'elle décrit comme "un appel aux armes à tou.te.s les survivant.e.s". Les deux singles sont accompagnés de clips musicaux.
En avril 2018, Alice Glass embarque dans le SnowBlood Tour accompagné de Zola Jesus et Pictureplane en tant qu'acte d'ouverture sur certaines dates. Plus tard ce mois-ci, Alice Glass lance un album de remix, consistant en plusieurs remixs de titres issus de son EP sorti l'année précédente. Pictureplane et Zola Jesus ont tous deux participé à ce projet.
En juin 2018, Alice sort un single, "Mine", accompagné d'un clip dirigé par Lucas David, comportant la drag queen américaine Violet Chachki. En décembre, elle apparaît sur la série de singles d'Adult Swim avec une nouvelle musique et un nouveau clip intitulé "I Trusted You".
En février 2020, Alice Glass participe à la bande son du film The Turning et sort "Sleep It Off", accompagné deux semaines après d'un clip vidéo. En août, de la même année, elle participe à l'album Sermon 4 Anniversary avec d'autres artistes, et sort "Nightmares" comme single d'abord sur YouTube, puis sur toutes les plateformes à la sortie de l'album.

### 2021–présent: Prey//IV
Alice Glass sort son album solo "Prey//IV" le 16 février 2022, après plusieurs reports de la date.

## Discographie

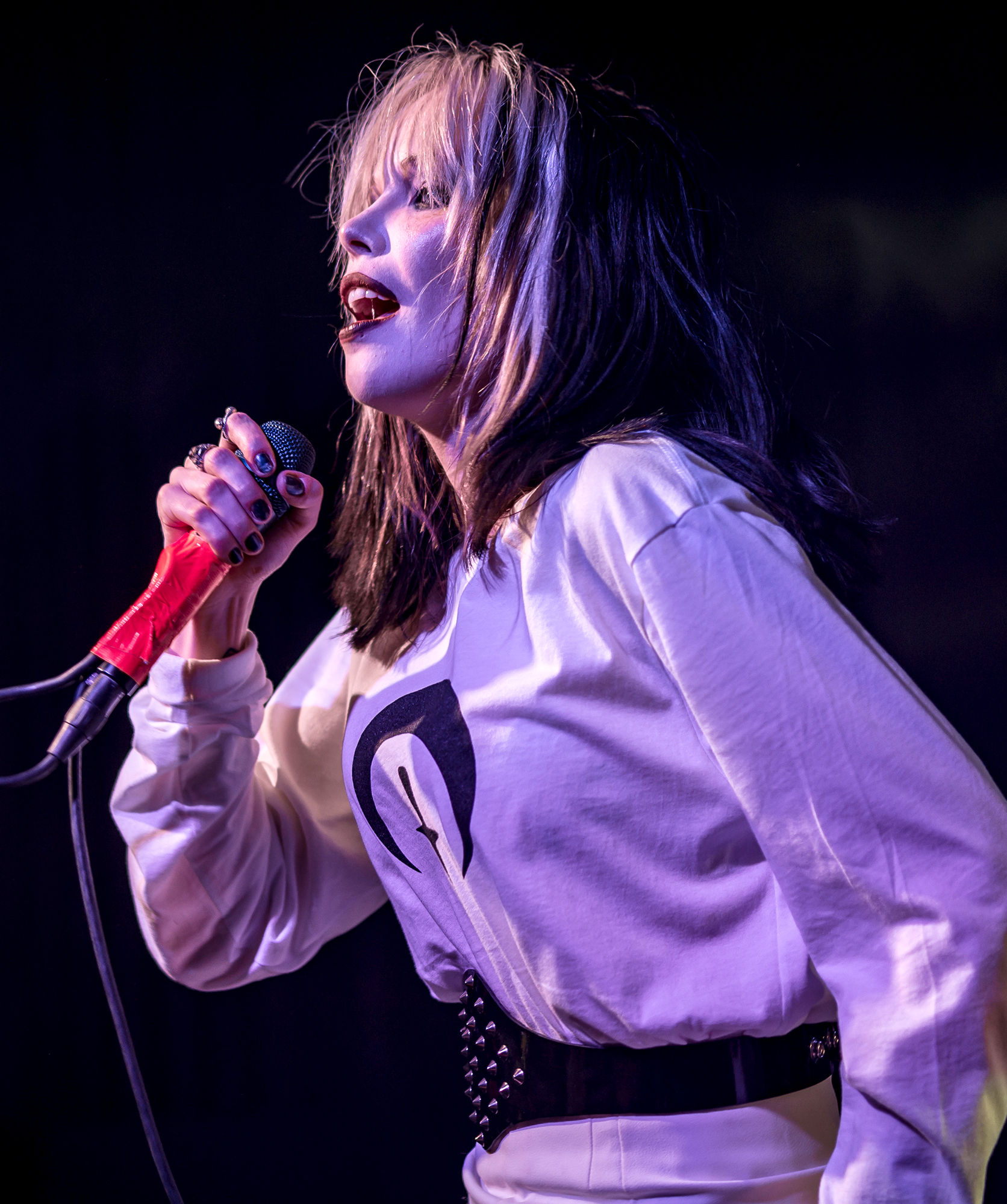
Alice Glass 2017 (cropped)

### Albums studio
| Titre    | Détails                                                                             |
| -------- | ----------------------------------------------------------------------------------- |
| Prey//IV | - Publié : 16 février 2022 - Label: Eating Glass Records - Formats: LP, CD, digital |

### Extended Plays
| Titre       | Détails                                                                           |
| ----------- | --------------------------------------------------------------------------------- |
| Alice Glass | - Publié : 18 aout 2017 - Label: Loma Vista Recordings - Formats: LP, CD, digital |

### Remix EPs
| Titre                 | Détails                                                                       |
| --------------------- | ----------------------------------------------------------------------------- |
| Alice Glass (Remixes) | - Publié: 27 avril 2018 - Label: Loma Vista Recordings - Formats: LP, digital |

### Singles
| Titre              | Année | Album             |
| ------------------ | ----- | ----------------- |
| "Stillbirth"       | 2015  | Single sans album |
| "Without Love"     | 2017  | Alice Glass       |
| "Forgiveness"      | 2018  | Alice Glass       |
| "Cease and Desist" | 2018  | Single sans album |
| "Mine"             | 2018  | Single sans album |
| "I Trusted You"    | 2018  | Single sans album |

### Apparition chez d'autres artistes
| Titre                    | Year | Autres artistes                        | Album                                            |
| ------------------------ | ---- | -------------------------------------- | ------------------------------------------------ |
| "Youth Problem"          | 2018 | Dreamcrusher                           | Grudge2                                          |
| "Dark Alley"             | 2018 | Lil Zubin, Wicca Phase Springs Eternal | Heavy Down Pour                                  |
| "Eat Me Alive Interlude" | 2019 | Nedarb                                 | Amity                                            |
| "Sleep It Off"           | 2020 | NC                                     | The Turning (Original Motion Picture Soundtrack) |
| "Nightmares"             | 2020 | NC                                     | Sermon 4 Anniversary                             |

### Clips musicaux
| Titre              | Année | Directeur(s)                  |
| ------------------ | ----- | ----------------------------- |
| "Without Love"     | 2017  | Floria Sigismondi             |
| "Forgiveness"      | 2018  | Lindsey Nico Mann             |
| "Cease and Desist" | 2018  | Lindsey Nico Mann, Dan Streit |
| "Mine"             | 2018  | Lucas David                   |
| "I Trusted You"    | 2018  | Lindsey Nico Mann             |